# Liste der schwedischen Botschafter in Österreich

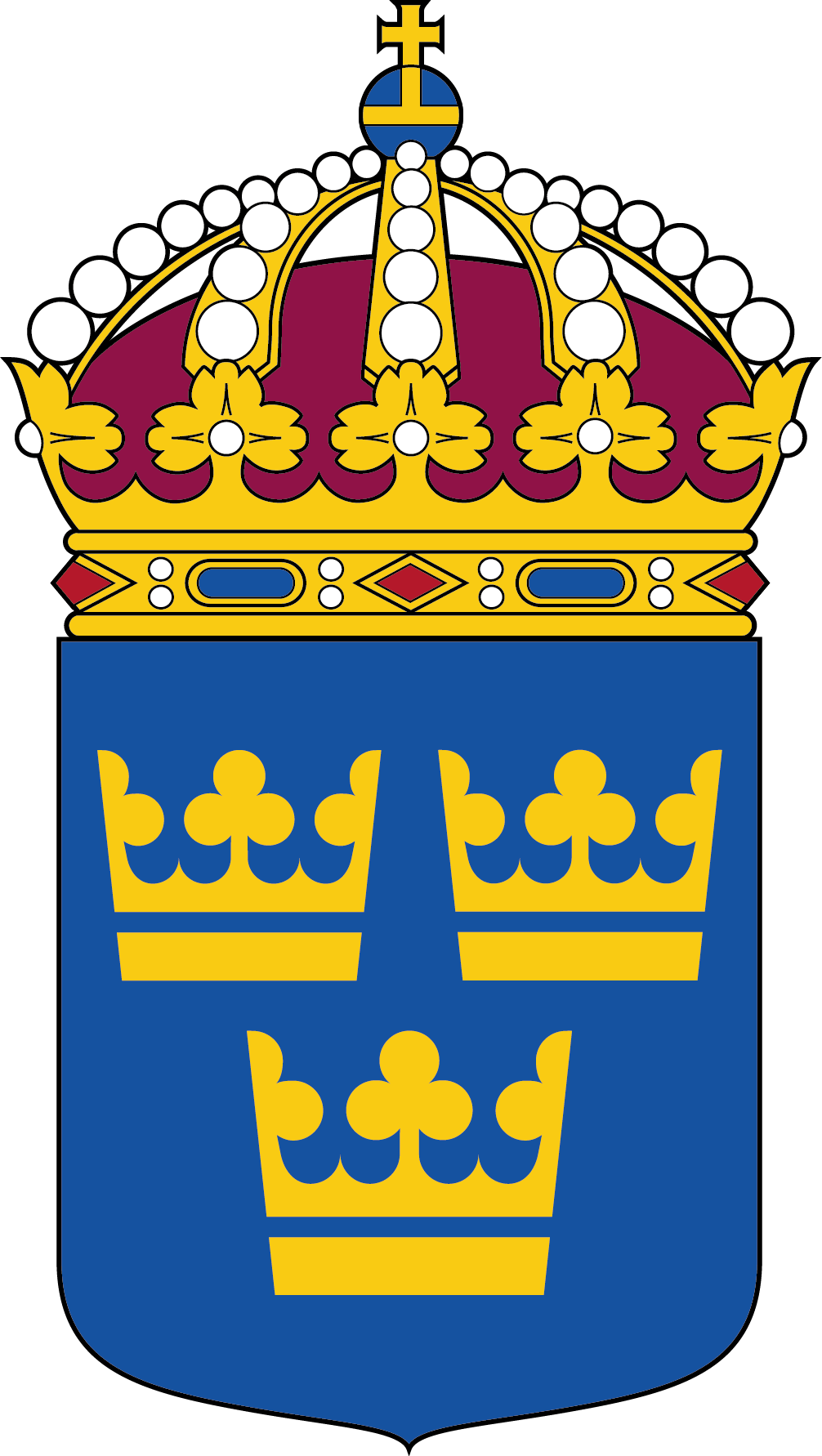
Wappen

Dies ist die Liste der schwedischen Botschafter in Österreich. Die Schwedische Botschaft befindet sich in der Liechtensteinstrasse, im 9. Wiener Gemeindebezirk Alsergrund.

## Missionschefs
1682: Aufnahme diplomatischer Beziehungen
| Amtszeit   | Name                                     | Titel           | Anmerkungen                                 | österr. Staat            |
| ---------- | ---------------------------------------- | --------------- | ------------------------------------------- | ------------------------ |
| 1722–1725  | Georg Wilhelm von Höpken                 | Resident        |                                             | Habsburg                 |
| 1725–1726  | Carl Gustaf Tessin                       | Gesandter       |                                             | Habsburg                 |
| 1727–1733  | Carl Wilhelm von Krassow                 | Gesandter       |                                             | Habsburg                 |
| 1735–1736  | Carl Gustaf Tessin                       | Gesandter       |                                             | Habsburg                 |
| 1738–1742  | Caspar Joachim Ringwicht                 | Minister        |                                             | Habsburg                 |
| 1742–1747  | Nils von Röök                            | Geschäftsträger |                                             | Habsburg                 |
| 1747–1763  | Nils Barck                               | Gesandter       |                                             | Habsburg                 |
| 1763–1781  | Nils Barck                               | Botschafter     |                                             | Habsburg                 |
| 1782–1787  | Lars von Engeström                       | Geschäftsträger |                                             | Habsburg                 |
| 1787–1789  | Ulric Celsing                            | Gesandter       |                                             | Habsburg                 |
| 1789–1791  | Knut Reinhold Bildt                      | Geschäftsträger |                                             | Habsburg                 |
| 1791–1794  | Johan Fredrik von Nolcken                | Gesandter       |                                             | Habsburg                 |
| 1794–1796  | Knut Reinhold Bildt                      | Geschäftsträger |                                             | Habsburg                 |
| 1796–1799  | Fredrik Samuel Silverstolpe              | Geschäftsträger |                                             | Habsburg                 |
| 1799–1801  | Jacob De la Gardie                       | Gesandter       |                                             | Habsburg                 |
| 1802–1804  | Gustaf Mauritz Armfelt                   | Gesandter       |                                             | Habsburg                 |
| 1805–1810  | Gustaf von Düben                         | Gesandter       |                                             | Österreich               |
| 1811–1812  | Carl Bunge                               | Gesandter       |                                             | Österreich               |
| 1812–1815  | Christian Bernhard Hegardt               | Geschäftsträger |                                             | Österreich               |
| 1816–1818  | Carl Gustaf Löwenhielm                   | Gesandter       |                                             | Österreich               |
| 1818–1820  | Nils Fredrik Palmstierna                 | Gesandter       |                                             | Österreich               |
| 1819–1821  | Olof Nordenfeldt                         | Geschäftsträger |                                             | Österreich               |
| 1821–1824  | Elias Lagerheim                          | Geschäftsträger |                                             | Österreich               |
| 1824–1827  | Carl Johan Didrik Ulrik Croneborg        | Geschäftsträger |                                             | Österreich               |
| 1827–1843  | Carl Gustaf Löwenhielm                   | Gesandter       |                                             | Österreich               |
| 1845–1850  | Carl Hochschild                          | Gesandter       |                                             | Österreich               |
| 1851–1855  | Carl Adalbert von Mansbach               | Gesandter       |                                             | Österreich               |
| 1855–1856  | Ludvig Manderström                       | Gesandter       |                                             | Österreich               |
| 1856–1858  | Fredrik Anton F. Hartwig Wedel Jarlsberg | Gesandter       |                                             | Österreich               |
| 1858–1871  | Fredrik Gottschalk Heltzen Due           | Gesandter       |                                             | Österreich-Ungarn        |
| 1872–1877  | Carl Edward Wilhelm Piper                | Gesandter       | auch akkreditiert in Bayern                 | Österreich-Ungarn        |
| 1877–1883  | Hans Henrik von Essen                    | Gesandter       |                                             | Österreich-Ungarn        |
| 1884–1890  | Henrik Åkerman                           | Gesandter       |                                             | Österreich-Ungarn        |
| 1890–1895  | Gustaf Adolf Lewenhaupt                  | Geschäftsträger |                                             | Österreich-Ungarn        |
| 1895–1904  | Gustaf Adolf Lewenhaupt                  | Gesandter       |                                             | Österreich-Ungarn        |
| 1904–1904  | Gustaf Falkenberg                        | Geschäftsträger |                                             | Österreich-Ungarn        |
| 1905–1918  | Joachim Beck-Friis                       | Gesandter       |                                             | Österreich-Ungarn        |
| 1918–1918  | Oskar Ewerlöf                            | Gesandter       |                                             | Österreich-Ungarn        |
| 1920–1922  | Oskar Ewerlöf                            | Gesandter       | auch akkreditiert in Ungarn                 | Österreich (Erste Rep.)  |
| 1922–1924  | Ivan Danielsson                          | Gesandter       |                                             | Österreich               |
| 1924–1925  | Jonas Alströmer                          | Gesandter       |                                             | Österreich               |
| 1925–1928  | Einar Hennings                           | Gesandter       |                                             | Österreich               |
| 1928–1938  | Torsten Undén                            | Gesandter       | auch akkreditiert in Ungarn und Jugoslawien | Österreich               |
| 1946–1948  | Jens Malling                             | Geschäftsträger |                                             | Österreich               |
| 1948–1951  | Gösta Hedengren                          | Geschäftsträger |                                             | Österreich               |
| 1951–1954  | Kurt-Allan Belfrage                      | Gesandter       |                                             | Österreich               |
| 1954–1956  | Sven Allard                              | Gesandter       | Resident in Prag                            | Österreich (Zweite Rep.) |
| 1956–1964  | Sven Allard                              | Botschafter     |                                             | Österreich               |
| 1964–1969  | Karl-Gustav Lagerfelt                    | Botschafter     |                                             | Österreich               |
| 1969–1976  | Lennart Petri                            | Botschafter     |                                             | Österreich               |
| 1976–1981  | Claës Ivar Wollin                        | Botschafter     |                                             | Österreich               |
| 1981–1988  | Dag Malm                                 | Botschafter     |                                             | Österreich               |
| 1988–1992  | Curt Lidgard                             | Botschafter     |                                             | Österreich               |
| 1992–1994  | Anita Gradin                             | Botschafter     |                                             | Österreich               |
| 1995–2000  | Björn Skala                              | Botschafter     |                                             | Österreich               |
| 2000–2005  | Gabriella Lindholm                       | Botschafter     |                                             | Österreich               |
| 2005–????  | Hans Lundborg                            | Botschafter     |                                             | Österreich               |
| ????–????  | ?                                        | Botschafter     |                                             | Österreich               |
| 2011–2015  | Nils Daag                                | Botschafter     |                                             | Österreich               |
| 2015–2018  | Helen Eduards                            | Botschafter     |                                             | Österreich               |
| 2018–heute | Mikaela Kumlin Granit                    | Botschafter     |                                             | Österreich               |